# Чајни плес
Чајни плес, такође назван thé dansant (француски за чајни плес), био је плес који се одржавао у лето или јесен од 16 до 19 часова. На енглеском селу, забава у башти понекад је претходила плесу. ‍:26f Функција је настала из традиције поподневног чаја, а Ј. Петигрев води порекло од француске колонизације Марока.
Књиге о бонтону из викторијанске ере укључивале су детаљна упутства за организовање таквих скупова, као што је Party-giving on Every Scale (Лондон, нд [1880]), у којој се примећује да се „поподневни плесови ретко одржавају у Лондону, али су популаран облик забаве у предграђима, у гарнизонским градовима, гостионама итд"‍:26 Официри Краљевске морнарице су одржавали и организовали чајне плесове на бродовима у разним поморским станицама, а трошкове су делили капетан и официри, као што су их делили пуковници и официри у плесовима који се организују у касарнама.‍:27–28
Уобичајено освежење 1880. године били су чај и кафа, сладолед, воће, сендвичи, колачи и кекси.‍:29 Било је уобичајено извођење оркестра уживо или малог бенд који је свирао лагану класичну музику, чак и након проналаска фонографа. Плесови су укључивали валцере, танго и чарлстон до касних 1920-их. Они такође надокнађују трошкове вечере за седење, вина и свећа повезаних са плесом. Чврсто воштано платно за плес сматрало се довољном када се растегне преко тепиха у салону.‍:26f, 29 Трпезарија је служила као соба за чај, са трпезаријским столовима распоређеним на једном крају као бифе. Цветни украси су били скромни.

## Светски рекорд
Почетком 21. века одржана су четири светска рекордна чајна плеса. У Глазгову у децембру 2008, око 408 плесача је постигло рекорд током градске прославе Зимског фестивала. Музички програм за догађај обезбедио је шкотски свинг-денс бенд That Swing Sensation са плесним домаћинима Fly Right Dance Company. Претходни рекорд поставило је 2005. године укупно 195 парова, који су плесали на лондонском Трафалгар скверу.
Након тога, Краљевска опера у Лондону је 8. јула 2010. одржала покушај светског рекорда на Трафалгар скверу, са незваничним бројем од 507 плесача.
Џорџ сквер у Глазгову био је место одржавања плеса на којем је постављен тренутни званични рекорд, постављен 12. септембра 2010, са 4.000 плесача.

## У популарној култури
Ова врста плесова је уобичајена културна референца у британској и америчкој фикцији раног 20. века као главна ознака припадности отменом друштву или племству. Књижевни ликови обично присуствују овим пријемима док посећују градове као што су Брајтон, Хемптонс, Провинстаун и Оганквит. 
Друга епизода у четвртој сезони Даунтонска опатија приказује два лика који присуствују плесу у Јорку, Енглеска, 1920-их. 
Бродвејски мјузикл No, No, Nanette из 1925. приказује чајни плес као повод за врхунац радње, када главни ликови путују у Атлантик Сити, Њу Џерси. 